# Kalmar község
Kalmar község (svédül: Kalmar kommun) Svédország 290 községének egyike. A mai község az 1971-ben jött létre a svéd közigazgatási reform eredményeképpen, amikor Kalmar egyesült az 5 környező korábbi községgel.

## Települései
A község területén 2015. december 31-én 16 település volt. 2010-ben a lakosság 87,9%-a lakott településeken, a többiek azokon kívül éltek. A települések és népességük következő volt:
| Település   | Népesség | Megjegyzés         |
| ----------- | -------- | ------------------ |
| Kalmar      | 38 408   | a község székhelye |
| Lindsdal    | 7 709    |                    |
| Smedby      | 3 607    |                    |
| Rinkabyholm | 1 631    |                    |
| Ljungbyholm | 1 725    |                    |
| Trekanten   | 1 559    |                    |
| Rockneby    | 898      |                    |
| Läckeby     | 878      |                    |
| Hagby       | 871      |                    |
| Påryd       | 663      |                    |
| Vassmolösa  | 524      |                    |
| Drag        | 463      |                    |
| Dunö        | 419      |                    |
| Tvärskog    | 399      |                    |
| Halltorp    | 286      |                    |